# 狮头山 (五桂山)
狮头山，又称奶头山，位于中国广东省中山市五桂山区长命水东南1.5公里处，海拔305.1米，是五桂山山脉的一座山体。2005年5月25日，中山市林业部门的一名贵州籍工人在狮头山植树时遭雷击身亡。